# 曹州道
曹州道（そうしゅう-どう）は汪兆銘政権華北政務委員会により設置された山東省の道。

## 沿革
1940年（民国29年）6月15日、中華民国臨時政府時代の道制整理の際に新設された。

## 行政区画
廃止直前下部の13県を管轄した。（50音順）
- 菏沢県
- 観城県
- 巨野県
- 鄆城県
- 寿張県
- 城武県
- 曹県
- 単県
- 朝城県
- 定県
- 范県
- 濮県
- 陽穀県